# احتلال العراق (2003–2011)

زحف قوات التحالف للسيطرة على بغداد ومن ثم بقية العراق

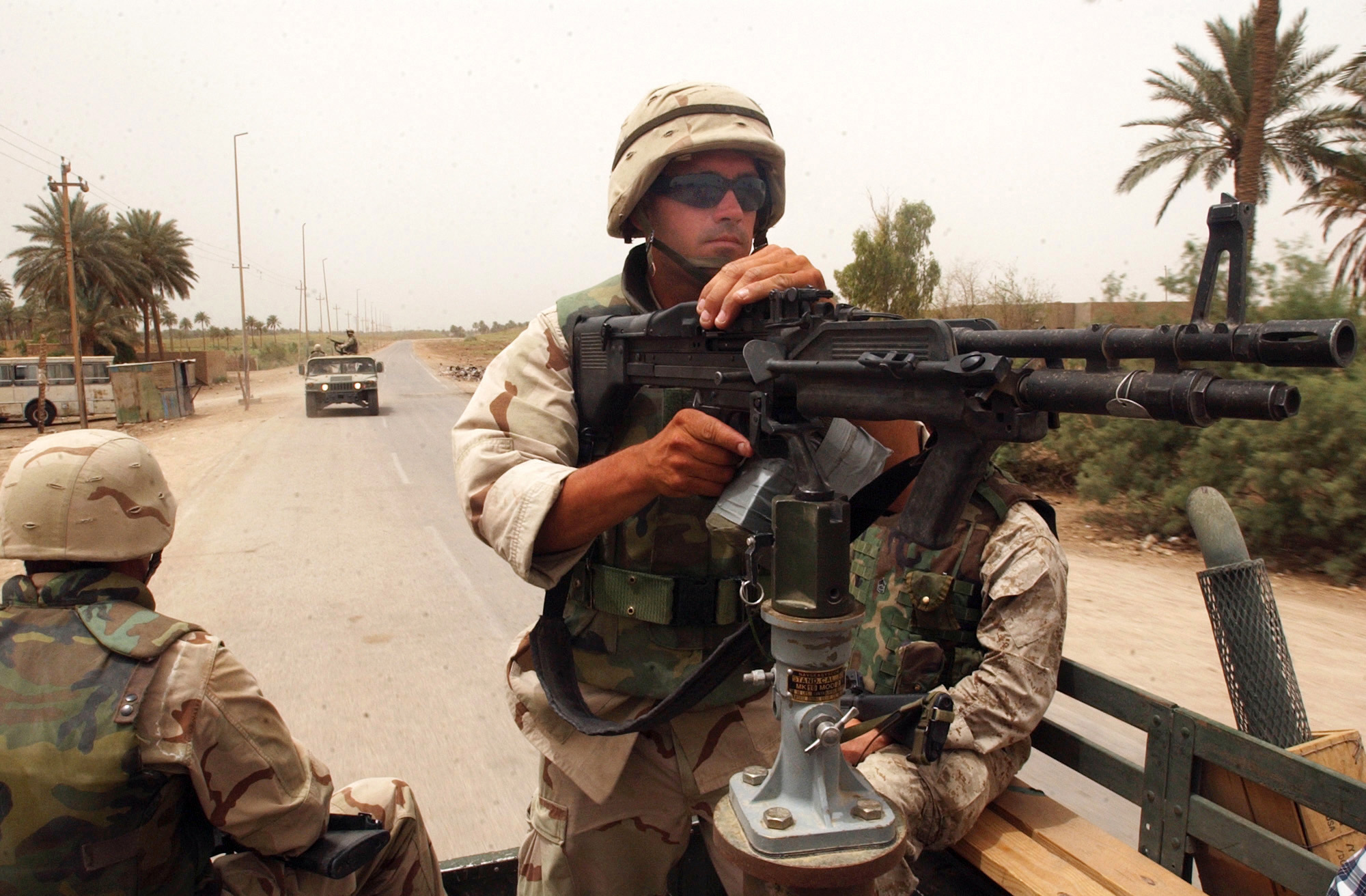
قافلة أمريكية في الحلة بتاريخ 27 مايو 2003

تفجير مرقدي الإمامين علي الهادي والحسن العسكري في 22 فبراير 2006

تاريخ العراق من 2003م-2011م، وبدأ هذا التاريخ في 20 مارس 2003م، حيث بدأت الولايات المتحدة غزوها للعراق بدعم من قوات التحالف في العراق، مع أن السبب المعلن أن العراق قد فشل في التخلي عن برنامجه لتطوير الأسلحة النووية والكيميائية، ولكون البرنامج يمثل انتهاكا لقرار الأمم المتحدة رقم 687. اكدت الولايات المتحدة ان العراق كان في حالة خرق مادي للقرار 687، واعيدت الحياة إلى تفويض القوات المسلحة من القرار 678. وبررت الولايات المتحدة المضي في الغزو من خلال الزعم بأن العراق كان يمتلك أو كان يطور أسلحة الدمار الشامل، والرغبة في التخلص من دكتاتور ظالم في السلطة و«جلب الديمقراطية إلى العراق».

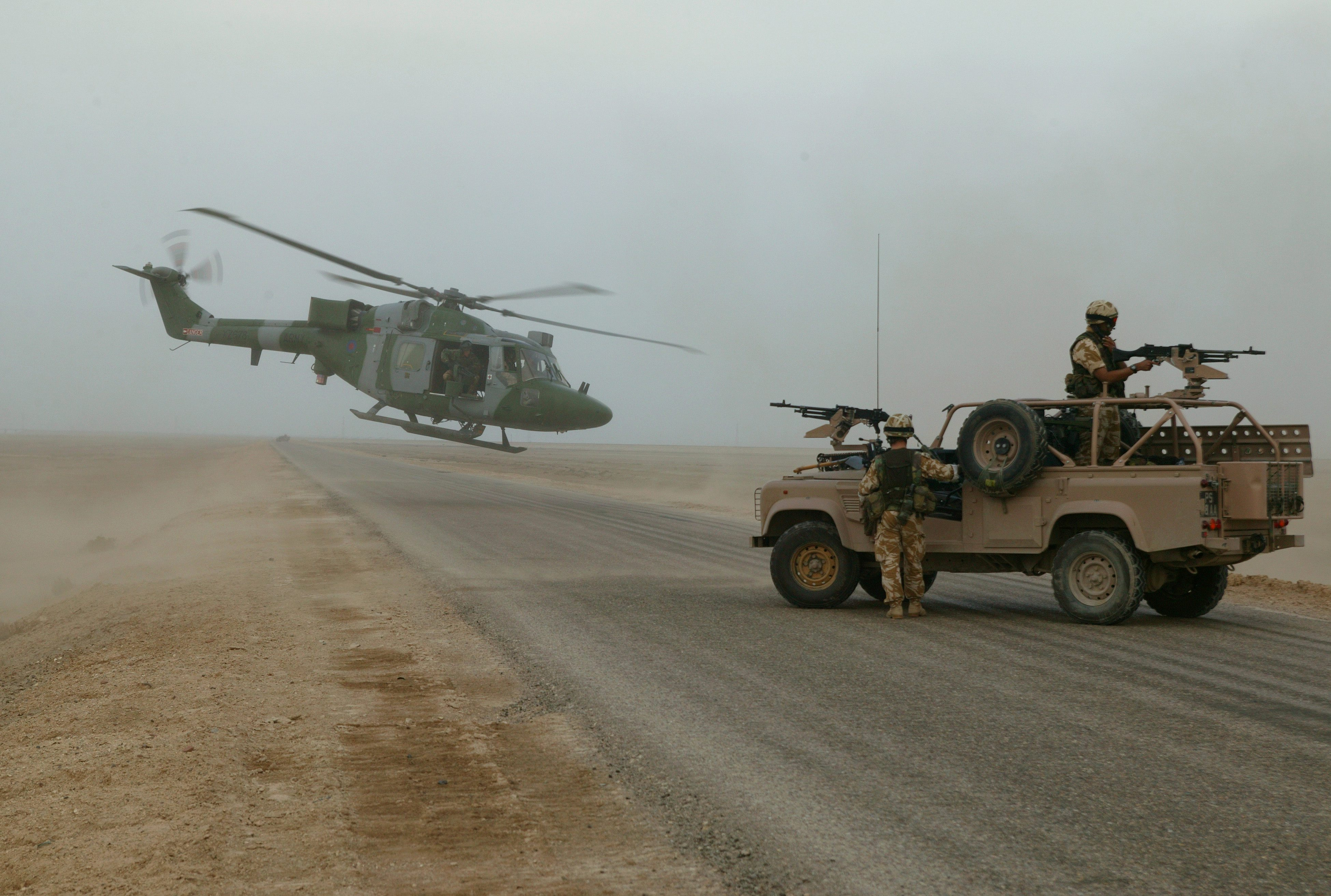
جنود إنكليز مع حوامة من طراز ويستلاند لينكس أثناء دورية جنوب مطار البصرة

ومع ذلك، وفقاً لتقرير شامل لحكومة الولايات المتحدة، لم يتم العثور على أسلحة الدمار الشامل. وهناك ادعاءات من القوات البولندية بالحصول على رؤوس قديمة، يرجع تاريخها لفترة الثمانينات تحتوي على كميات ضئيلة من غاز الأعصاب (السيكلوسارين)، ولكن الولايات المتحدة، بعد إجراء الاختبارات العسكرية، وجدت أنها تالفة وحتى أنها لن يكون لها أي تأثير إذا استخدمها المسلحون ضد قوات التحالف. لكن التقارير لم تناقش التأثير المحتمل على المدنيين".
وبعد الغزو، تولى جاي غارنر السلطة في العراق وصار مدير (أورها) (Office for Reconstruction and Humanitarian Assistance (ORHA) آنذاك، وغرضها هو أن تكون حكومة تصريف الأعمال حتى تشكيل حكومة عراقية منتخبة، وشكلت في 20 يناير 2003م قبل شهرين من بداية الحرب على العراق، ثم أنشأت سلطة الائتلاف المؤقتة في العراق برئاسة بول بريمر (الحاكم المدني في العراق).، بدأت عمليات سلب ونهب واسعة النطاق في بغداد وبعض المدن الأخرى ومن أشهرها المتحف الوطني العراقي، وكذلك سرقة آلاف الأطنان من الذخيرة الحربية من المعسكرات، وسرقة مركز للأبحاث النووية في التويثة والذي كان يحتوي على 100 طن من اليورانيوم. وقام الجيش الأمريكي بحماية مباني وزارتي النفط والداخلية فقط، ومن ضمنها المخابرات العراقية، وبقيت كل المؤسسات الأخرى بدون أي حماية، وعزى قيادات الجيش الأمريكي ذلك إلى عدم توفر العدد الكافي من الجنود.
كما أن المروحيات التي هبطت على مدينة بابل الأثرية قامت بإزالة طبقات من التربة الأثرية في الموقع وقد تهدم (حسب زينب بحراني التي زارت الموقع) سقف معبد نابو ونيما اللذان يرجعان إلى 6000 سنة قبل الميلاد نتيجة لحركة الطائرات المروحية.
وقبض على الرئيس الأسبق صدام (بحسب ما ذكرت السلطات الأمريكية) بحدود الساعة الثامنة والنصف مساء بتوقيت بغداد بتاريخ 6 ديسمبر عام 2003م، في مزرعة قرب تكريت بعملية سميت بالفجر الأحمر، وتمت عملية الإعدام في مقر الشعبة الخامسة في منطقة الكاظمية ببغداد، ودفن صدام بمسقط رأسه بالعوجة في محافظة صلاح الدين.
في أوائل 2004م تفجرت فضيحة انتهاكات جسدية ونفسية وجنسية وقتل بحق سجناء كانوا في سجن أبو غريب من قبل الأمريكان، وفي حزيران 2004م انتقلت السلطة إلى الحكومة العراقية المؤقتة ليكون غازي عجيل الياور أول رئيس للعراق بعد الاحتلال، وتنصيب إياد علاوي رئيساً للوزراء، ثم انتخبت حكومة دائمة في تشرين الأول عام 2005م، وأصبح إبراهيم الجعفري رئيساً لوزراء العراق.
بعد الغزو، أخذ تنظيم القاعدة بالاستفادة من النزعة الوطنية في مقاومة الاحتلال لكسب الدعم ووضع أقدامه في البلاد. وفي صباح يوم الأربعاء 22 فبراير 2006 قام ارهابيون باقتحام مرقدي الإمامين العسكريين، وقاموا بزرع عبوتين ناسفتين وفجروها مما ادى إلى انهيار القبة الخاصة بالضريح التي تعتبر واحدة من أكبر قباب العالم الإسلامي، وبعدها حدثت أعمال عنف طائفية أدت إلى عمليات تطهير عرقي متبادل (سني - شيعي) في العراق، وكانت هناك العديد من الهجمات على الأقليات العرقية مثل اليزيديين والمندائيين والآشوريين وغيرهم.

تنفيذ حكم الإعدام بصدام حسين.

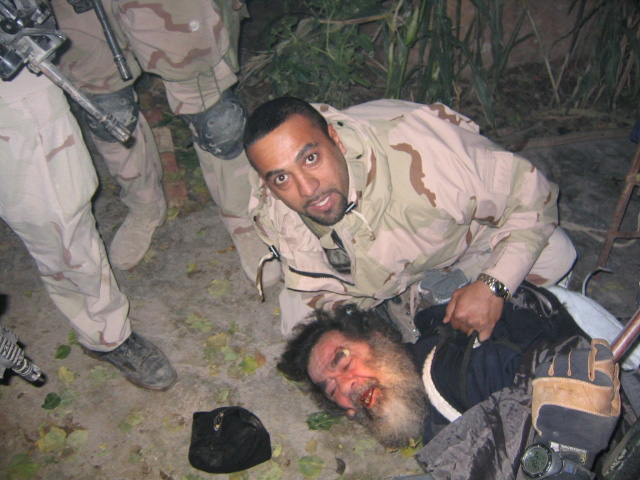
صورة للجندي العراقي الأمريكي "سمير" أثناء عملية الفجر الأحمر وتظهر الصور ألقاء القبض على الرئيس صدام حسين في تكريت.

وفي 30 ديسمبر عام 2006، أعدم الرئيس العراقي السابق صدام حسين وصادف اليوم الأول لعيد الأضحى عند المسلمين بالتقويم الهجري. وبرزان إبراهيم التكريتي (أخو الرئيس السابق من الأم) رئيس المخابرات وأعدم كذلك القاضي عواد البندر في 15 يناير 2007؛ كما حكم على طه ياسين رمضان، نائب الرئيس السابق بالسجن مدى الحياة لكن في وقت لاحق بالإعدام شنقاً) في 20 مارس 2007. وهؤلاء الأربعة قد حكم عليهم بالإعدام شنقاً في قضية الدجيل بتهمة ارتكاب جرائم ضد الإنسانية.
وصدر قرار أمريكي بزيادة عدد القوات في أوائل عام 2007، في 28 يناير 2007م خاض الجيش العراقي، ولاحقاً مدعوماً بقوات التحالف، معركةً مع تنظيم جند السماء بمنطقة الزرقاء (الزركه باللهجة العراقية) بالنجف، لمحاولتهم السيطرة على النجف، وادعاء قائدهم ضياء عبد الزهراء كاظم المهدوية، وتمت هزيمتهم في اليوم اللاحق في 29 يناير.
وفي صباح يوم الأربعاء 13 يونيو 2007م حدث تفجير استهدف مأذنتي المرقد الذهبيتين للإمامين علي الهادي والحسن العسكري ودمرتا بالكامل وكان التفجير بواسطة عبوة ناسفة وبعد لحظات أعلن التلفزيون العراقي حظر التجوال في بغداد لاجل غير مسمى تفادياً لوقوع أعمال عنف أو تصفية طائفية
وبدأت أعمال العنف في العراق في الانخفاض في صيف عام 2007.
وفي 29 يونيو 2009، انسحبت القوات الأمريكية رسمياً من شوارع بغداد، وفقاً لاتفاق أمني عرف باسم اتفاقية وضع القوات. وتضمن الاتفاق SOFA، من بين أمور أخرى، أن القوات الأمريكية سوف تنسحب من المدن العراقية بحلول 30 يونيو 2009، وسيغادرون البلاد يوم 31 ديسمبر، 2011. ومع ذلك، تصاعدت وتيرة الجريمة والعنف في بداية الأشهر التي تلت الولايات المتحدة الانسحاب من المدن. سعت قوات الأمن العراقية جاهدة لكبح التصاعد المفاجئ للجريمة، وزيادة عدد عمليات الخطف والسرقات والاعتداءات بالقنابل، وإطلاق النار بشكل كبير. ووفقا لوكالة أنباء اسوشيتد برس، قال المتحدث باسم الجيش العراقي الجنرال قاسم الموسوي التحقيقات وجدت أن يتم تنفيذ 60 إلى 70 بالمائة من النشاط الإجرامي من قبل الجماعات المتمردة السابقة أو من قبل عصابات مرتبطة بها (وشرح جزئيا وحشية بعض من هذه الجرائم).
وفي 31 تشرين الأول، 2010م، اقتحم مسلحون من منظمة دولة العراق الإسلامية، التابعة لتنظيم القاعدة في بلاد الرافدين، كنيسة سيدة النجاة، للسريان الكاثوليك، بالكرادة، في بغداد، أثناء أداء مراسيم القداس. انتهت الحادثة بتفجير المسلحين لأنفسهم، وقتل، وجرح المئات ممن كانوا بداخل الكنيسة.
ومن أهم المعارك التي حدث في ظل الاحتلال الأمريكي هي: معركة الفلوجة الأولى، ومعركة النجف الثانية، ومعركة الفلوجة الثانية، وحصار مدينة الصدر، وصولة الفرسان (معركة البصرة 2008)، وعملية بشائر الخير في ديالى. وعلى الرغم من زيادة أولية في أعمال العنف، في 30 نوفمبر 2009، ذكر مسؤولون بوزارة الداخلية العراقية أن عدد القتلى المدنيين في العراق انخفض إلى أدنى مستوى له في نوفمبر تشرين الثاني منذ الغزو عام 2003. في 31 آب، 2010، انهت القوات الأمريكية مهامها القتالية في العراق. وأعلنت انتهاء الحرب رسمياً في 15 ديسمبر 2011، وصباح يوم 18 ديسمبر 2011 خرجت القوات الأمريكية عبر الحدود إلى الكويت نهائياً.